# Colobothea signativentris
Colobothea signativentris är en skalbaggsart som beskrevs av Charles Joseph Gahan 1889. Colobothea signativentris ingår i släktet Colobothea och familjen långhorningar. Inga underarter finns listade i Catalogue of Life.